# Ottawa Hills
Ottawa Hills – wieś w Stanach Zjednoczonych, w stanie Ohio, w hrabstwie Lucas.